# Galenbeck
Galenbeck település Németországban, Mecklenburg-Elő-Pomeránia tartományban. Lakosainak száma 1101 fő (2023. december 31.).

## Népesség
A település népességének változása:
| Lakosok száma | 1100 | 1068 | 1065 | 1083 | 1101 |
|               | 2017 | 2019 | 2021 | 2022 | 2023 |